# アオナツライン
『アオナツライン』は、2019年3月29日に戯画より発売されたアダルトゲーム。
また、家庭用ゲーム機向けとして、エンターグラムより、2020年4月23日にはPlayStation Vita/PlayStation 4版が、2022年2月24日にNintendo Switch版が発売された。

## あらすじ
平凡な男子学生・及川達観は、元気な幼なじみ・向坂海希、親友の榊千尋とともに、夏休みの過ごし方を日々相談する仲良しグループを形成していた。そこに、共学に憧れて転校してきたお嬢様・仲手川結と、学園デビューに失敗した下級生・椎野ことねが加わり、5人による一度きりの甘く切ない夏休みが始まる。

## 登場人物
及川達観（おいかわ たつみ）
声 - なし
2年生。名前変更不可（ボイス付きで達観、たっくんなどと呼ばれる）。よく海希と千尋の3人でバスケをしている。
向坂海希（こうさか みき）
声 - 小鳥居夕花
2年生。達観の幼馴染。よく達観と千尋の3人でバスケをしている。
仲手川結（なかてがわ ゆい）
声 - 実羽ゆうき
2年生。女子校から転校してきた。共学の学園生活に憧れ、達観のグループに加わる。
椎野ことね（しいの ことね）
声 - 夏和小
1年生。地味であったが、進学を機に学園デビューをして、クラスのイケてる女子グループと遊んでいたが、無理がたたり、友人関係が破綻。達観のグループに加わる。
榊千尋（さかき ちひろ）
声 - 安東朝夜
2年生。達観の親友。よく達観と海希の3人でバスケをしている。

## 主題歌
「アオナツライン」
歌 - KOTOKO

## 挿入歌
「海岸線」
歌 - 向坂海希（小鳥居夕花）
「結び目」
歌 - 仲手川結（実羽ゆうき）
「明日のこと。」
歌 - 椎野ことね（夏和小）

## エンディングテーマ
「Blue, Summertime Blue.」
歌 - 紫咲ほたる

## 評価
本作は、Getchu.comが主催する「美少女ゲーム大賞2019」において、総合部門で第12位、シナリオ部門で第9位、音楽部門で第8位、映像部門で第9位にランクインした。また、キャラクター部門ではヒロインの向坂海希が第11位に選出された。
また、「萌えゲーアワード2019」ではシナリオ賞・金賞を受賞している。
BugBugによれば、本作は「青春」をコンセプトとしたひと夏の学園物語であり、青春時代に特有の情動による赤裸々な交流を爽やかに描いているとされる。萌えゲーアワード2019では、こうした物語性が評価され、「シナリオ賞」を受賞した。発売後も口コミにより売上を伸ばし続け、のちにPlayStation 4およびPlayStation Vita向けにも移植されたという。